# Sundae
Sundae, tedy sunday ice, je zmrzlinový mražený dezert, pocházející z Ameriky, jako varianta zmrzlinového poháru. Nejčastěji jej tvoří jeden nebo více kopečků zmrzliny polité sirupem. Dezert je zdoben většinou šlehačkou, cukrovým zdobením, arašídy, marshmallow, třešněmi maraschino, nebo jiným ovocem

## Historie
Konkrétní vznik tohoto dezertu není známý, patrně vznikl jako varianta populární tzv. zmrzlinové sody, a to v 19. století. Podle Evanstonské veřejné knihovny (Illinois) byl v neděli zakázán  , proto vzniklo sundae jako náhražka. Jiné zdroje tvrdí, že se zákazem zmrzlinové sody nemá nic společného a jednoduše vzniklo jako varianta zmrzlinového poháru.
Sundae se brzy stalo velmi oblíbeným. V roce 1909 bylo zmíněno v The Ice Cream Trade Journal v mnoha svých variantách jako klasické, jahodové, francouzské či méně typické karamelovo-čokoládové, skořicové, z divokých třešní nebo s příchutěmi různých sušenek a dortů.
V roce 2019 portugalský McDonald's k příležitosti Halloweenu připravil menu s tímto dezertem, pojmenovaným "Sundae Bloody Sundae". To strhlo velké kontroverze, neboť název připomínal Bloody Sunday, tedy jméno krvavé tragédie z roku 1972. Řetězec rychlého občerstvení v reakci na kontroverze stáhl produkt z prodeje a omluvil se.

## Možná místa vzniku
Existuje nemálo měst, která sebe sama považují za místo zrodu tohoto dezertu, a to třeba New Orleans v Luisianě, nebo New York (město). Největší souboj o místo zrodu dezertu však panuje mezi Two Rivers ve Wisconsinu a Ithacou ve státě New Yorku. 

### Two Rivers, Wisconsin, 1881
Příběh o vzniku sundae v Two Rivers vychází z údajné žádosti Georga Hallauera, aby tamní cukrář Edward C. Bernes, majitel Berners' Soda Fountain, seríroval zmrzlinu politou čokoládovým sirupem. Ten prý nakonec svolil a tuto pochoutku začal prodávat, nejprve jen v neděli a pak kvůli popularitě každodenně. Když zemřel, tak noviny Chicago Tribune ohlásily jeho smrt s titulkem Man Who Made First Ice Cream Sundae Is Dead. 

### Evanston, Illinois, 1890
Evanston byl jedním z prvních měst, ve kterém bylo zavedeno modré právo, zakazující prodej zmrzlinové sody o neděli. Proto někteří obchodníci údajně obešli zákaz a začali prodávat jen zmrzlinu se sirupem zvanou sunday soda. Když popularita dezertu rostla, rozhodli se tamní vlivní metodisté nechat přejmenovat dezert ze sunday soda na sundae, aby v názvu nebyl zmiňován Sabbath, neboť jim to připadalo neslušné a znehodnocující k biblickým tradicím. 

### Ithaca, New York, 1892

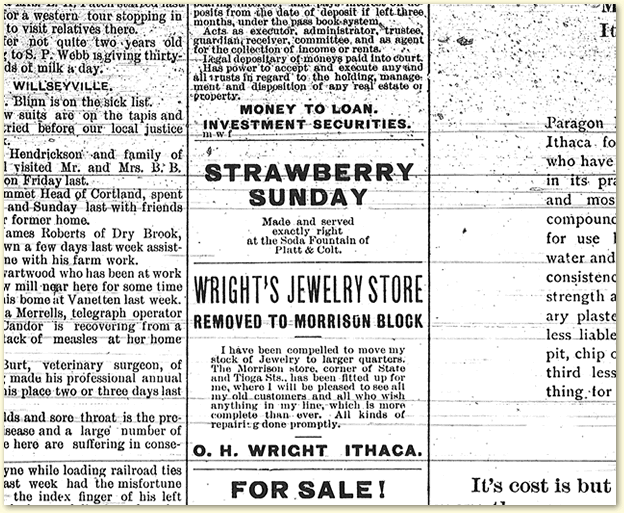
Ithaca Daily Journal, 28. května 1892

Na podporu tvrzení, že sundae vzniklo právě zde, vědci z Historického ústavu Tompkins County v New Yorku dle výzkumu uvedli, že v neděli 3. dubna 1892 v Ithace vytvořili John M. Scott, kazatel unitářské církve, a Chester Platt, spolumajitel lékárny Platt & Colt, první historicky doložený zmrzlinový pohár typu sundae. Platt tehdy prý spontánně přelil porce zmrzliny třešňovým sirupem a ozdobil je kandovanými třešněmi. Pokrm nazvali cherry sunday na počest dne, kdy byl vytvořen. Nejstarší známý písemný důkaz o sundae pochází z inzerátu lékárny Platt & Colt v novinách Ithaca Daily Journal ze dne 5. dubna 1892, kde byl nabízen právě cherry sunday. V květnu 1892 už podnik Platt & Colt nabízel i strawberry sundays a později i chocolate sundays.

## Nejznámější typy

### Klasické zmrzlinové sundae

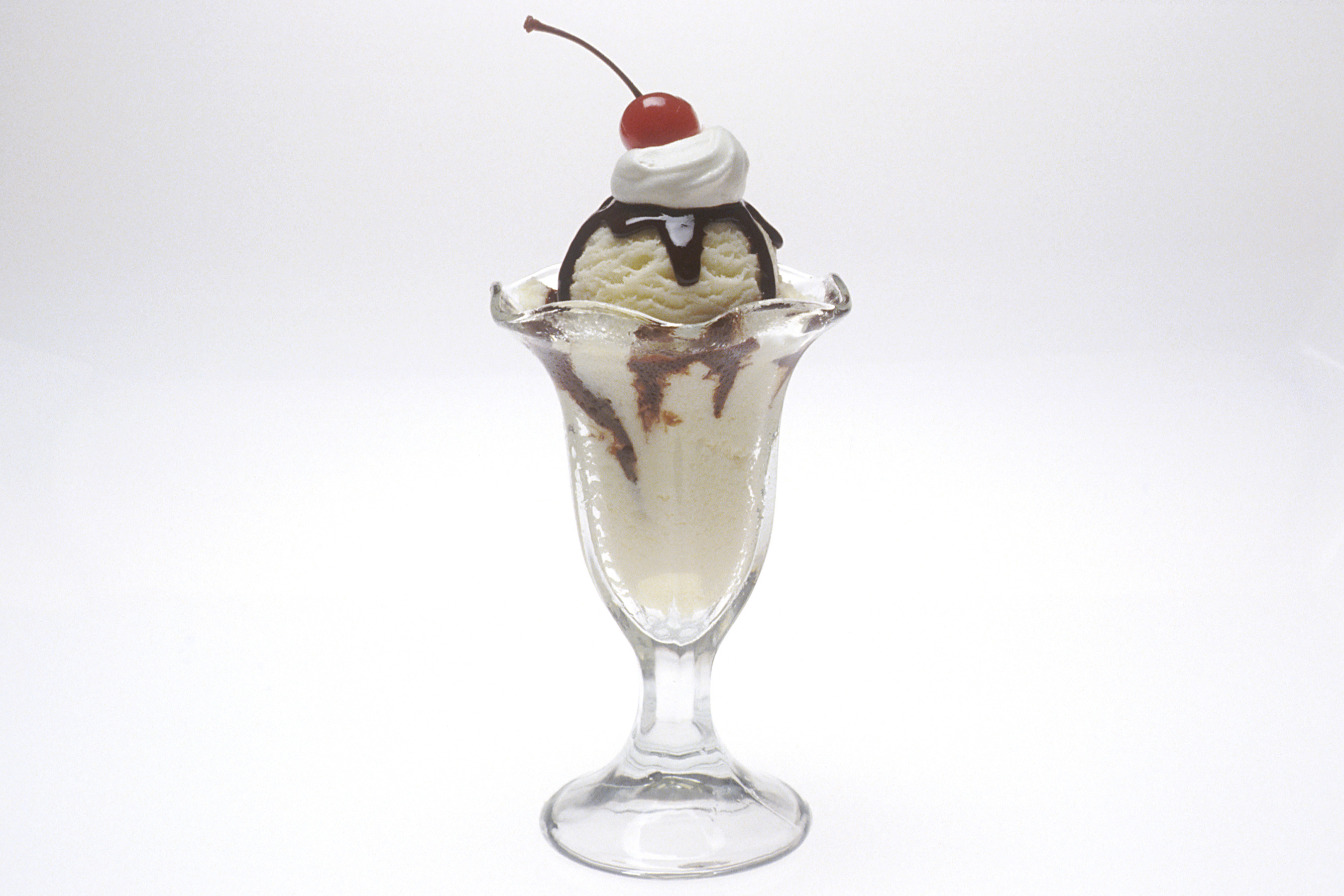
Klasické zmrzlinové sundae

Originální sundae se skládá z vanilkové zmrzliny, je polité sladkým, nejčastěji čokoládovým sirupem a zdobí ji třešeň maraschino. Klasická sundae jsou většinou pojmenována podle sladkého sirupu na nich, jako čokoládové sundae, jahodové sundae, atd. Klasické sundae se servíruje ve vysoké sklenici s nožičkou.

### Banánový split
Banánový split, nebo také banana split, je dezert, podávaný tradičně v nízké, podlouhlé misce. Oloupaný banán je podélně rozkrojen a položen na délku v misce. Mezi jednotlivé půlky jsou vloženy tři kopečky zmrzliny, nejčastěji vanilkové, čokoládové a jahodové. Zmrzlina je přelitá sladkým sirupem, postříkaná šlehačkou a na ní zdobená maraschino třešní.

### Parfait

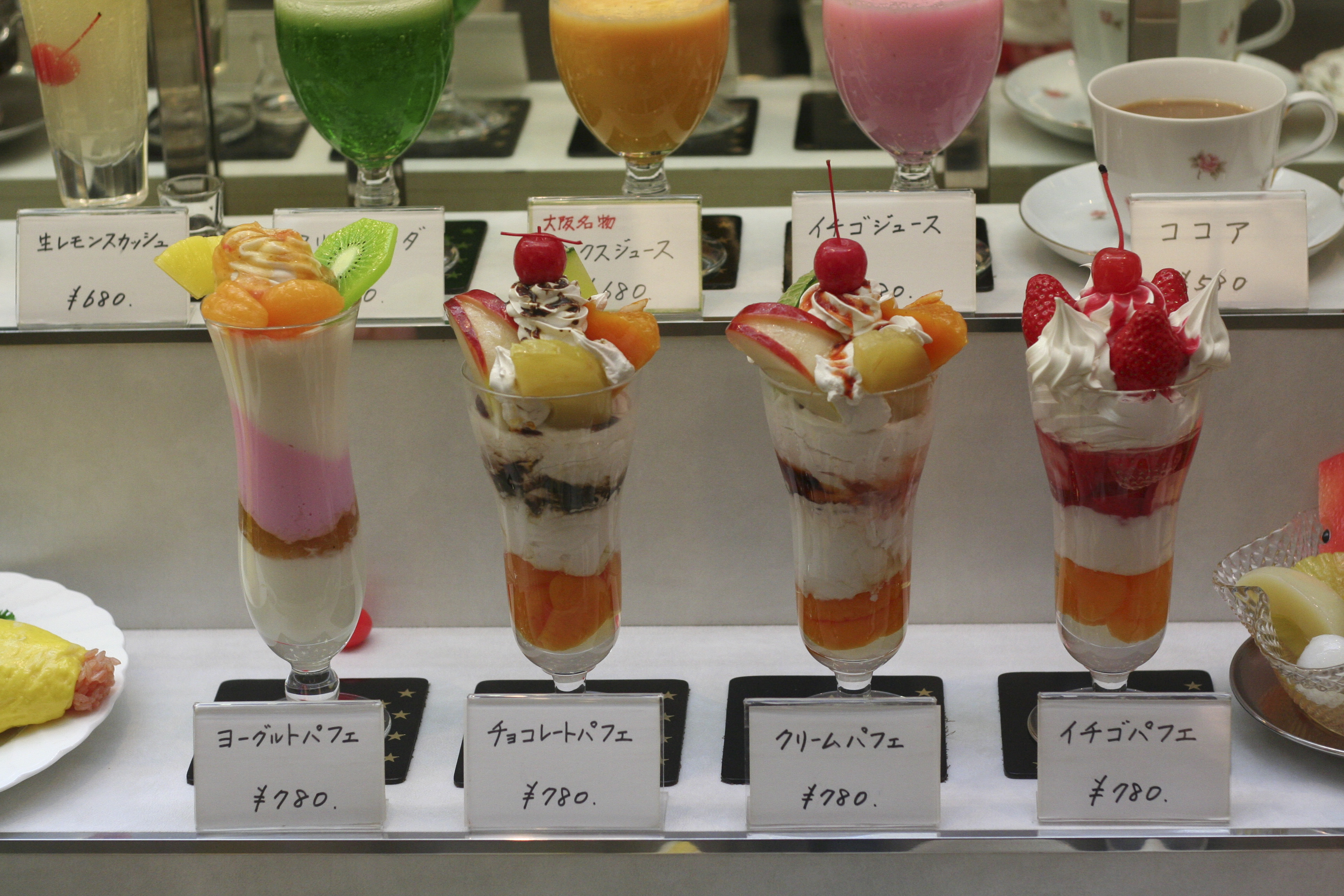
Vrstvené parfaity vystavené v Ósace, Japonsku

Parfait je ve své americké verzi zmrzlinový dezert, tvořený z vrstev mraženého krému, mezi kterými jsou vrstvy různých ingrediencí, jako je jogurt, kukuřičné lupínky, ořechy nebo likéry. Bývá zdoben ovocem, nebo šlehačkou.
Americký parfait se nejčastěji servíruje ve vysoké sklenici, ke které je přiložena dlouhá lžička, které se používá také do latté nebo jiných nápojů.